# Lotnisko Stalowa Wola-Turbia
Lotnisko Stalowa Wola-Turbia (kod ICAO: EPST) – cywilne lotnisko w miejscowości Turbia, położone w odległości ok. 9 km od centrum Stalowej Woli.

## Historia
Historia turbskiego lotniska i stalowowolskiego aeroklubu sięga roku 1939 oraz obietnicy przydziału dwóch samolotów RWD-8 złożonej lokalnemu Komitetowi Organizacyjnemu przez Aeroklub Rzeczypospolitej Polskiej. Plany te pokrzyżowane zostały przez wybuch II wojny światowej. Niemcy, w oparciu o zdobyte plany budowy lotniska zapasowego, przystąpili do budowy i w 1944 turebskie lotnisko posiadało betonowy pas startowy oraz komplet stałych zabudowań lotniskowych. Po zakończeniu wojny powstał tutaj Ośrodek Lotniczy (1950), a później – Aeroklub (1957). W 1952 została oddana do użytku wieża spadochronowa, zaś w 1957 hangar. 1964 to rok ustanowienia rekordu świata na trasie trójkąta 100 przez Stanisława Kluka z pasażerem na szybowcu Bocian (V=107,8 km/h). W 1972 oddano do użytku nowy port. 
Obecnie działające sekcje Aeroklubu Stalowowolskiego Lotnisko Turbia to: balonowa, mikrolotowa, modelarska, samolotowa, spadochronowa i szybowcowa.